# Serra de Sapiatiba
A Serra de Sapiatiba localiza-se entre os municípios de São Pedro da Aldeia e Iguaba Grande, na região da Costa do Sol do estado do Rio de Janeiro, ocupando 600km² e atingindo mais de 350 metros de altitude em São Pedro da Aldeia. Constitui uma da poucas áreas de preservação da região, tornando Área de Proteção Ambiental - APA - através do Decreto nº 15.136 de 20/07/1990 sob tutela do Inea, sendo parte integrante da Parque Estadual da Costa do Sol (Pecs).